# Gerhard Jandl
Gerhard Jandl (* 1962 in Döbling) ist ein österreichischer Diplomat.

## Berufliche Laufbahn
Gerhard Jandl studierte Rechtswissenschaften und Volkswirtschaft. Er schloss mit einem juristischen Doktorat der Universität Wien (1984) und einem wirtschaftswissenschaftlichen Bachelor (BSc) der Universität Graz ab.
1986 trat er in den Diplomatischen Dienst des Bundesministeriums für auswärtige Angelegenheiten ein. Seine erste Auslandstätigkeit war an der Österreichischen Botschaft in Kairo (Ägypten). Es folgten viereinhalb Jahre bei der österreichischen UNO-Vertretung in New York, davon als österreichischer Delegierter zum Sicherheitsrat der Vereinten Nationen vom 1. Januar 1991 bis zum 31. Dezember 1992.
Darauf folgte die Bestellung zum stellvertretenden Missionschef der Österreichischen Botschaft in Tunis (Tunesien), zuständig für politische Kontakte zum PLO-Hauptquartier. Im Oktober 1995 wurde er Leiter des Balkan-Referats im Außenministerium in Wien, 1998 war er Vorsitzender der Balkan-Arbeitsgruppe der Europäischen Union (COWEB).
2000 wurde Jandl zum Österreichischen Botschafter in Sarajewo für Bosnien und Herzegowina berufen, zuletzt war er dort auch Doyen des Diplomatischen Corps. 2005 wurde er Botschafter in Belgrad, zunächst für die Staatenunion Serbien-Montenegro, und nach der Unabhängigkeit Montenegros dann für die Republik Serbien. Seine Amtszeit dort fiel in eine politische Umbruchphase. Im Jahr 2006 erklärte sich Montenegro für unabhängig, und 2008 dann auch der Kosovo.
Im Herbst 2008 kehrte Jandl nach Wien zurück und wurde der Sicherheitspolitische Direktor (Leiter der Abteilung für Sicherheitspolitische Angelegenheiten) des österreichischen Außenministeriums. Von 2018 bis Februar 2022 war Jandl der österreichische Botschafter (Ständiger Vertreter) beim Europarat in Straßburg, seither ist er der österreichische Botschafter (Ständiger Vertreter) bei der OECD in Paris.

## Privates und Auszeichnungen
Für sein Engagement bei der UNO erhielt er das Goldene Verdienstzeichen der Republik Österreich, und für jenes zugunsten einer gemeinsamen europäischen Sicherheits- und Verteidigungspolitik den Nationalen Verdienstorden Frankreichs (Ordre National du Mérite).
Gerhard Jandl ist Mitglied mehrerer katholischer Studentenverbindungen, nämlich seit 1979 der K.Ö.St.V. Herulia Wolkersdorf im MKV, seit 1982 der K.Ö.St.V. Kürnberg Wien im ÖCV, seit 2013 der K.D.St.V. Aenania im Cartellverband zu München, und seit 2019 der F.E.É. Robert Schuman Argentorata in Straßburg. Von 2017 bis 2023 war er Herausgeber der „Academia“, der Zeitschrift des ÖCV. Jandl ist überdies Mitglied im Ritterorden vom Heiligen Grab zu Jerusalem.